# Dave Tamburrino
David „Dave” Tamburrino (ur. 19 września 1972 w Saratoga Springs) – amerykański łyżwiarz szybki.

## Kariera
Największy sukces w karierze Dave Tamburrino osiągnął w 1995 roku, kiedy zajął piąte miejsce podczas wielobojowych mistrzostw świata w Baselga di Pinè. Tamburrino był tam dziewiąty na 500 m, czternasty na 5000 m oraz siódmy na dystansach 1500 i 10 000 m. Był też między innymi dziewiąty w biegu na 5000 m na dystansowych mistrzostwach świata w Hamar w 1996 roku. W 1994 roku wystartowała na igrzyskach olimpijskich w Lillehammer, zajmując 22. miejsce w biegu na 1500 m. Na rozgrywanych cztery lata później igrzyskach olimpijskich w Nagano jej najlepszym wynikiem było szesnaste miejsce na dystansach 5000 i 10 000 m. Wielokrotnie startował w zawodach Pucharu Świata, ale nigdy nie stawał na podium. Najlepsze wyniki osiągnął w sezonie 1994/1995, kiedy był jedenasty w klasyfikacji końcowej 1500 m. W 1998 roku zakończył karierę.